# Егон Терцета
Егон Терцета е италиански футболист, играл в България през 20-те години на XX век. Капитан на отбора на Владислав (Варна), спечелил две поредни шампионски титли на България през 1925 и 1926 г.

## Биография
Роден е на 2 юли 1899 г. във Вльора, сегашна Албания, тогава Австро-Унгария. Семейството му е от Венециански произход.
На 9 години отива да учи във Виенската военна академия – Militar Oberrealschule – Marburg. Там престоява до дипломирането си на 18 години, след което тръгва по стъпките на баща си в дейността на корабен агент. Като такъв, Терцета пътува до много пристанища в Средиземно и Черно море.

## Спортна кариера
Професионалния му път го отвежда до Варна. Отначало играе за ФК Тича, но след отцепването на СК Гранит през пролетта на 1921 г., заедно с още трима футболисти на ФК Тича преминава към клуба, който от 1 май 1921 г. носи името ФК Владислав. Тук става капитан и лидер на отбора. Заедно с треньора Ернст Мург и Алекси Алексиев даряват лични средства за издръжката на клуба. Егон привлича и хора от италианската общност като спонсори, включително консула Антонио Джакони и търговците Капеларо, Золас и Авгенириди.
Егон Терцета е държавен шампион с „Владислав“ за 1925 и 1926 години. Той отбелязва втория, победен гол във вратата на Левски София на финала на първото държавно първенство, игран на 30 август 1925 г. на стадион „Юнак“ в София.
През 1928 г., получава контузия няколко дни преди финала за Държавното първенство и прекратява футболната си кариера. Продължава да е близо до футбола като съдия.
Освен с футбол, Терцета се занимава и с лека атлетика. През 1930 г. е шампион на Варна в хвърлянето на диск, а освен това се състезава в хвърлянето на копие и тласкането на гюле. Бил е и член на Варненския тенис клуб.

## След футбола
Егон Терцета се оженва за белогвардейската емигрантка Тамара Пелехин, с която има дъщеря, Аличия, родена през 1930 г. във Варна. През 1943 г. основава корабната агенция „Егон П. Терцета“.
След 9 септември 1944 г. Егон и брат му Луиджи са арестувани от Съветската тайна полиция. В продължение на 6 месеца се намират във Варненския затвор, като са обвинени в шпионаж в полза на Германия по време на Втората световна война. Терцета е осъден първо на доживотен строг тъмничен затвор, а впоследствие присъдата е заменена на 15 години. Все пак през 1953 г. е освободен при условие, че ще напусне страната.
Напуска България със семейството си и се установява в Генуа, където продължава кариерата си като корабен агент. Къщата му в центъра на Варна е конфискувана от Народната власт.
Умира на 16 август 1964 г. Погребан е в Cimitero monumentale di Staglieno в Генуа.